# Nikita Michałkow
Nikita Siergiejewicz Michałkow (ros. Никита Сeргеевич Михалков; ur. 21 października 1945 w Moskwie) – radziecki oraz rosyjski aktor, reżyser, scenarzysta, producent filmowy i działacz polityczny. Wskutek swych politycznych sympatii otrzymał przezwisko „lizus Putina”.

## Życiorys

### Kariera artystyczna

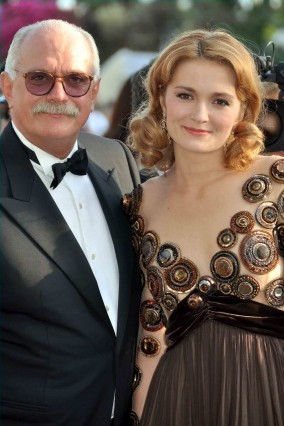
Nikita Michałkow i jego córka Nadieżda na 63. Międzynarodowym Festiwalu Filmowym w Cannes

Jest synem poety, autora słów do hymnu radzieckiego, jak i rosyjskiego, Siergieja Michałkowa oraz bratem reżysera Andrieja Konczałowskiego. W filmie zadebiutował na początku lat 60. XX wieku, jako nastolatek. Uznanie przyniosła mu rola w Chodząc po Moskwie (1963 r.). Nim zaczął reżyserować, wystąpił w około dwudziestu filmach, w tym produkcjach brata. Jego pełnometrażowy debiut reżyserski, Swój wśród obcych, obcy wśród swoich (1974 r.) rozgrywał się w realiach lat 20. XX w., tuż po zakończeniu wojny domowej.
Najbardziej znane filmy Michałkowa z radzieckiego okresu to Niewolnica miłości (1976 r.), Niedokończony utwór na pianolę (na podstawie Czechowa, 1977 r.) oraz Oczy czarne (1987 r.), z Marcello Mastroiannim.
Najwybitniejszym dziełem reżysera po upadku ZSRR są Spaleni słońcem, dramat ukazujący losy prominentnej radzieckiej rodziny w okresie wielkiej czystki. Film został uhonorowany Oscarem w 1995 r., zebrał także inne nagrody, stał się sukcesem kasowym.
W 1996 r. został przewodniczący jury na 46. Międzynarodowym Festiwalu Filmowym w Berlinie.
Po Spalonych słońcem powstał melodramat Cyrulik syberyjski, nakręcony z rozmachem w międzynarodowej obsadzie. Akcja dzieła rozgrywa się w schyłkowym okresie carskiej Rosji – film jest wyrazem patriotycznych uczuć reżysera, w tle przemyca rozważania o istocie rosyjskości.
W 2010 r. ukazała się druga część filmu Spaleni słońcem. Część trzecia filmu (albo raczej druga część drugiej części) weszła na ekrany w 2011 r. (pod tytułem Spaleni słońcem 2: Cytadela).
Zagrał jedną z ról w filmie Krzysztofa Zanussiego Persona non grata, za którą otrzymał nagrodę za drugoplanową rolę męską na 30. Festiwalu Polskich Filmów Fabularnych w Gdyni (2005 r.). W 2007 r. był producentem filmu Rok 1612.
Przewodniczył jury sekcji „Cinéfondation” na 57. MFF w Cannes (2004 r.).

### Działalność polityczna i poglądy
Nikita Michałkow określa się mianem monarchisty.
W latach 1991–1993 był doradcą ds. kultury wiceprezydenta Aleksandra Ruckoja. W wyborach parlamentarnych w 1995 r. bez powodzenia kandydował do Dumy Państwowej Federacji Rosyjskiej z listy partii Nasz Dom – Rosja. W wyborach prezydenckich w 1996 r. otwarcie popierał Borysa Jelcyna, ubiegającego się o reelekcję. Później wspierał kandydującego na urząd prezydenta Borysa Bieriezowskiego. W 2000 r. wspierał generała Władimira Szamanowa, ubiegającego się o stanowisko gubernatora obwodu uljanowskiego.
W 1999 r. został wybrany członkiem prezydium Naszego Domu – Rosji. W kwietniu 2000 r. został sygnatariuszem listu popierającego politykę prezydenta Władimira Putina odnośnie do trwającego konfliktu w Czeczenii.
Od 2006 r. do 2011 r. był przewodniczącym Rady Publicznej przy Ministerstwie Obrony Federacji Rosyjskiej. W styczniu 2008 r. przyjechał do Serbii, aby wspierać Tomislava Nikolicia, ubiegającego się o urząd prezydenta. Sam Michałkow podkreślał swoje poparcie dla serbskiej suwerenności nad obszarem Kosowa.
Poparł rosyjską aneksję Krymu. 31 sierpnia 2015 r. Służba Bezpieczeństwa Ukrainy zakazała Michałkowowi wjazdu na Ukrainę na okres pięciu lat. Sam Michałkow wzywał jednakże do wypuszczenia na wolność ukraińskiego reżysera Ołeha Sencowa, więzionego w Rosji pod zarzutem planowania działań terrorystycznych.
W wyborach prezydenckich w 2018 r. popierał kandydaturę Władimira Putina.
Po rosyjskiej agresji na Ukrainę w 2022 roku udzielił poparcia polityce Kremla, przedstawiając konflikt jako wywołaną przez zachód wojnę przeciwko rosyjskiej cywilizacji. Oskarżył Ukrainę o pracę nad bronią biologiczną, która miała być następnie według niego przeniesiona na terytorium Federacji Rosyjskiej przy pomocy zakażonych ptaków. Znalazł się w gronie artystów objętych 24 marca 2022 roku zakazem wjazdu na Łotwę za powielanie prowojennej propagandy rosyjskich władz.

## Odznaczenia i wyróżnienia
- Bohater Pracy Federacji Rosyjskiej (2020 r.)[22]
- Order „Za zasługi dla Ojczyzny” I klasy (2015 r.)[23]
- Order „Za Zasługi dla Ojczyzny” II klasy (2005 r.)[24]
- Order „Za Zasługi dla Ojczyzny” III klasy (1995 r.)[25]
- Order „Za Zasługi dla Ojczyzny” IV klasy (2010 r.)
- Kawaler Krzyża Wielkiego Orderu Zasługi Republiki Włoskiej (2004 r.)
- Komandor Legii Honorowej (Francja, 1994 r.)
- Oficer Legii Honorowej (Francja, 1992 r.)
- Złoty Medal „Zasłużony Kulturze Gloria Artis” (Polska, 2005 r.)[26][27][28]
- Order Przyjaźni (Azerbejdżan, 2015 r.)[29]
- Order Świętego Księcia Daniela Moskiewskiego I klasy (2015 r.)[30]
- Order Świętego Sergiusza Radoneżskiego I klasy
- Ludowy Artysta RFSRR (1984 r.)
- Zasłużony Artysta RFSRR (1976 r.)
- Państwowa Nagroda Federacji Rosyjskiej (1993 r., 1995 r. i 1999 r.)

## Nagrody
- Nagroda Akademii Filmowej Najlepszy film obcojęzyczny: 1994 Spaleni słońcem
- Nagroda na FPFF w Gdyni Najlepsza drugoplanowa rola męska: 2005 Persona non grata
- Nagroda na MFF w Cannes
  - Nagroda Jury Ekumenicznego: 2004 Spaleni słońcem
  - Wielka Nagroda Jury: 2004 Spaleni słońcem
- Nagroda na MFF w Wenecji Złoty Lew za najlepszy film: 1991 Urga[31].